# Antonio Sbardella
Antonio Sbardella (Palestrina, 17 ottobre 1925 – Roma, 14 gennaio 2002) è stato un calciatore, arbitro di calcio e dirigente sportivo italiano.

## Biografia
Fu arbitro internazionale di calcio e dirigente prima di squadre di club e poi della Federazione Italiana Giuoco Calcio. Morì a Roma dopo una lunga malattia incurabile nell'ospedale Fatebenefratelli dell'isola Tiberina.
Era padre di quattro figli tra cui Marina, giornalista sportiva televisiva, Presidente della divisione calcio a cinque della F.I.G.C., membro alla FIFA della Commissione per il calcio a cinque, Delegato Uefa, ed Enrico, allenatore di calcio.

## Carriera

### Giocatore
Iniziò la carriera come giocatore, precisamente di ruolo portiere, nelle giovanili della Lazio, concludendola in Serie C nell'Artiglio, la squadra romana del quartiere Italia.
La precoce interruzione di tale attività fu causata da una doppia frattura di clavicola e omero, che lui definì come «un fortunato colpo di sfortuna», dato che l'avrebbe condotto ad intraprendere la carriera arbitrale, che gli avrebbe riservato maggiori soddisfazioni.

### Arbitro
Alla sua prima direzione, in una partita tra la rappresentativa degli erbivendoli e quella dei macellai sul campo del suo vecchio Artiglio, si rese protagonista di una scazzottata e la partita finì in rissa.
Nella sua carriera ha arbitrato 167 gare in Serie A., e nel 1966 venne insignito con il prestigioso Premio Giovanni Mauro.
Il 21 marzo 1968 ha arbitrato la partita amichevole tra il Tuscania e la Viterbese, e in quel giorno fu intitolato il campo sportivo di Tuscania ad Ascanio Maccarri (portiere della squadra di casa morto otto anni prima per un incidente di gioco durante una partita).
Raggiunse l'apice della carriera al campionato mondiale di Messico 1970 dirigendo la finale per il terzo e quarto posto tra Uruguay e Germania. Sarebbe toccato a lui dirigere la finalissima, ma ciò non fu possibile perché all'atto conclusivo ci arrivò la Nazionale italiana. Venne premiato con il "Fischietto d'oro" come miglior arbitro del torneo.
Vanta anche due finali di Coppa Italia (nel 1963 Atalanta-Torino e nel 1966 Catanzaro-Fiorentina) e la finale di Coppa delle Fiere del 1967 tra Leeds United e Dinamo Zagabria.

### Dirigente
Appeso il fischietto al chiodo, Sbardella intraprese la carriera dirigenziale, prima a livello di club con la Lazio, con cui ha vinto uno scudetto nel ruolo di direttore sportivo fino al 1974, successivamente per un brevissimo periodo con la Roma, quindi con la Triestina, in veste di amministratore delegato, ed ancora la Lazio (fino al 1983 come direttore generale prima e direttore sportivo poi), poi con la FIGC fondando e guidando la Divisione Calcio a 5, di cui era rimasto presidente, e da dieci anni era Presidente del Comitato Regionale Lazio della Lega Nazionale Dilettanti.

## Iniziative
L'Associazione Italiana Arbitri assegna annualmente il Premio Antonio Sbardella al miglior arbitro CAN D immesso nel ruolo CAN PRO.
In suo onore esiste anche un torneo di calcio a 5 intitolato Trofeo Antonio Sbardella.